# Eclipse lunar de 24 de abril de 1986
| Eclipse Lunar Total 24 de abril de 1986 | Eclipse Lunar Total 24 de abril de 1986 |
| --- | --------------------------------------- |
| A Lua cruzando a região sul do cone de sombra da Terra, de oeste para leste (da direita para a esquerda), com a Lua apresentando mais escura e avermelhada. |                                         |
| Gamma | -0,3682                                 |
| Saros (e membro) | 131 (32 de 72)                          |
| Sequência de eclipses lunares |                                         |
| Anterior | 28 de outubro de 1985                   |
| Próximo | 17 de outubro de 1986                   |
| Duração (hr:mn:sc) |                                         |
| Total | 1:03:35                                 |
| Parcial | 3:18:45                                 |
| Penumbral | 5:12:37                                 |
| Fases e Horários do Eclipse (UTC) |                                         |
| P1 | 10:06:16                                |
| U1 | 11:03:13                                |
| U2 | 12:10:48                                |
| Máximo | 12:42:35                                |
| U3 | 13:14:23                                |
| U4 | 14:21:58                                |
| P4 | 15:18:53                                |

O eclipse lunar de 24 de abril de 1986 foi um eclipse total, o primeiro de dois eclipses lunares do ano. Foi o terceiro de uma tétrade, que é a sequência de quatro eclipses totais seguidos. Teve magnitude umbral de 1,2022 e penumbral de 2,1620. Teve duração de 63 minutos.
Durante a totalidade, a Lua mergulhou dentro da metade sul do cone de sombra da Terra, fazendo com que a Lua se apresentasse escura e avermelhada, especialmente no norte da superfície.
A Lua cruzou a parte sul da sombra terrestre, em nodo descendente, dentro da constelação de Virgem, próximo à estrela 98 Virginis (κ Vir).

## Tétrade
Foi o terceiro de quatro eclipses totais consecutivos, designada como tétrade, conhecida também como Luas de Sangue, ou ainda sequência de luas vermelhas. Os eclipses anteriores foram em 4 de maio de 1985 e 28 de outubro de 1985. O próximo e último eclipse da tétrade será em 17 de outubro de 1986.

## Série Saros
Eclipse pertencente ao ciclo lunar Saros de série 131, sendo este membro de número 32, com total de 72 eclipses na série. O último eclipse foi o eclipse total de 13 de abril de 1968. O próximo eclipse do ciclo será com o eclipse total de 4 de maio de 2004.

## Visibilidade
Foi visível sobre o Pacífico, Austrália, Nova Zelândia, Antártida, centro-leste da Ásia e no oeste das Américas.
| Região do planeta onde o eclipse foi visível durante o máximo da totalidade - 12:43 UTC. A região centro-sul do Pacífico, próximo às Ilhas Fiji, obteve a melhor observação do meio do eclipse, de onde foi visível à meia-noite. |
| Mapa de visibilidade do eclipse |